# Das Nusch-Nuschi
Das Nusch-Nuschi, op. 20, ist eine Oper (ironische Originalbezeichnung: „Spiel für burmanische Marionetten“) in einem Akt und drei Bildern von Paul Hindemith (Musik) mit einem Libretto von Franz Blei. Die Uraufführung fand am 4. Juni 1921 im Württembergischen Landestheater Stuttgart statt.

## Handlung
Bei dem titelgebenden „Nusch-Nuschi“ handelt es sich um eine Art Fabeltier, das in der Handlung nur eine untergeordnete Rolle spielt. Der Diener Tum tum entführt im Auftrag seines Herrn Zatwai die vier Ehefrauen des Kaisers, mit denen Zatwai die Nacht verbringt. Als die Sache auffliegt und Tum tum angeklagt wird, weist er die Schuld dem Feldgeneral Kyce Waing zu. Das Urteil lautet auf Kastration – doch es stellt sich heraus, dass Kyce Waing bereits entmannt war.

### Erstes Bild
Eine nächtliche Straße bei Mondschein. Tum tum, der Diener des schönen Herrn Zatwai, hat den Auftrag erhalten, seinem Herrn eine Frau zu bringen, die Zatwai am Morgen durch das Fenster des kaiserlichen Frauenpalasts ein „gewisses Zeichen“ gegeben hatte. Er weiß nicht, um welche der vier Frauen des Kaisers es sich handelt, hofft aber, dass sie sich ihm zu erkennen gibt. Zwei Bajaderen fragen ihn nach dem Weg zu seinem Herrn, für den sie tanzen sollen. Tum tum fordert sie auf, auf seine Rückkehr zu warten. Währenddessen beklagen die Bajaderen ihre Müdigkeit. Ein deprimierter Bettler kommt hinzu und bittet sie um „ein Lächeln, wenn auch sonst nichts“. Als ihn die beiden nach dem Weg zu Zatwai fragen, wünscht er sich, dass sie ihm vortanzen. Das sei eine gute Vorübung für einen anderen, ewigen Tanz, der ihnen nicht erspart bleibe – das Grab. Der Bettler geht singend davon, und auch die beiden Bajaderen wollen nicht länger warten.
Arie mit Variationen. Nacheinander kommen die vier Frauen des Kaisers Mung Tha Bya vorbei. Jede von ihnen wurde soeben von Tum tum mit Hilfe einer Strickleiter aus dem Harem befreit und ist nun gut gelaunt auf dem Weg zum Haus Zatwais. Anschließend erscheint auch Tum tum selbst voll Stolz über seine Idee, einfach alle Frauen herauszuholen. Sein Herr werde die richtige schon herausfinden. Doch dann packt ihn die Sorge, dass Zatwai wohl doch nicht damit einverstanden ist. Als ihm der Feldgeneral Kyce Waing entgegenkommt, beschließt er, die Stelle bei Zatwai aufzugeben und sich diesem anzudienen.
Rezitativ und Duett. Der völlig betrunkene Kyce Waing ruft nach einem Palankin (einer Sänfte). Tum tum kommt ihm zu Hilfe, stützt ihn und warnt ihn vor den fürchterlichen Nusch-Nuschis, die nachts aus dem Fluss kommen. Tatsächlich erscheint ein solches Wesen, „halb große Ratte und halb Kaiman“. Auf ihm sitzt lächelnd Kamadewa, der Gott des Verlangens. Kamadewa verheißt Tum tum als Dank dafür, dass er seinen Frauen geholfen hat, Glück und fordert ihn auf, „den Alten“ zu retten. Tum tum lässt den General los, um das Tier mit dessen Schwert zu töten. Kyce Waing verliert das Gleichgewicht und fällt auf das Nusch-Nuschi, das ihn in den Hintern beißt. Tum tum erlegt das Tier nach einem kurzen Kampf, und Kyce Waing ernennt ihn dankbar zu seinem Schwertträger.
Nach einem Orchesterzwischenspiel folgt ohne Pause das zweite Bild.

### Zweites Bild
Im Gemach des schönen Herrn Zatwai haben sich außer diesem selbst die vier kaiserlichen Frauen, die zwei Bajaderen, zwei zahme Affen und einige leise musizierende Eunuchen eingefunden. Während die Mädchen tanzen, verlässt Zatwai nacheinander mit jeweils einer anderen der vier Frauen das Gemach. Die Bajaderen kommentieren das Geschehen mit frivolem Gesang im Wechsel mit Quart-Akkorden der Affen („rai“). Es folgen drei orchestrale Tanzstücke und anschließend weitere Kommentare der Bajaderen. Nachdem Zatwai mit der vierten Frau zurückgekehrt ist, lagert sich alles „auf und um den schönen Zatwai“.

### Drittes Bild
Im Gerichtssaal beim Kaiser unterhalten sich zwei Herolde über den „gesegneten Appetit“ der kaiserlichen Damen. Der Kaiser Mung Tha Bya tritt ein. Ihm voran geht der Zeremonienmeister. Es folgen der schwachsinnige Kronprinz Ragweng, der Obereunuch Susulü, der Henker mit seinen Gehilfen und der von zwei Wärtern geführte und gefesselte Tum tum. Der Zeremonienmeister fordert den als Zeugen geladenen Susulü auf, den Tathergang zu erzählen. Susulü berichtet, dass er am Morgen wie üblich alle vier Betten der Damen leer vorgefunden habe. Kurz darauf hätten diese ihm von draußen zugerufen, sie einzulassen, da sie spazieren gewesen seien. Ein Bettler habe allerdings ausgesagt, dass ein Bursche – Tum tum – sie zu seinem Herrn geführt habe, wo sie die Nacht verbrachten. Tum tum bestätigt die Aussage vollständig. Als Diener habe er gehorchen müssen. Nach einigen Drohungen verrät Tum tum auch den Namen seines Herrn, des Feldgenerals Kyce Waing. Der Kaiser schreit entsetzt auf. Der Zeremonienmeister beauftragt den zweiten Herold damit, den General zu fragen, ob Tum tum tatsächlich sein Diener sei. Während der Wartezeit beklagt der Kaiser tief betroffen den Verrat seines Generals. Da kommt der Herold mit der Bestätigung zurück, dass dieser den Tum tum tatsächlich in der vergangenen Nacht in seine Dienste genommen habe. Es ist also erwiesen, dass die Damen bei ihm die Nacht verbracht haben. Der Kaiser verkündet nach einer kurzen Pause das Urteil: „Das Übliche“ (Kastration). Der Henker tritt nach vorne, stellt seine scharfen Messer vor und geht fort, um das Urteil zu vollstrecken. Tum tum kommentiert ängstlich, dass das den Herrn nicht erfreuen werde, und besonders die Frauen „sehen das gar nicht gern“. Schon kommt der Henker zurück, „zitternd, ganz geknickt“ und berichtet voller Scham: „Es war nicht mehr nötig“. Alle lachen auf.
Finale. Lieder und Tänze. Tanzmädchen und wandernde Dichter kommen hinzu und singen Liebeslieder. Kamadewa erscheint und „lenkt die liebenden Paare zueinander, dass sie in Verzückung hinfallen.“ Der Hofstaat entfernt sich zur einen Seite. Von der anderen tritt der alte Bettler herein und schwingt eine hölzerne Glocke.

## Gestaltung

### Instrumentation
Die Orchesterbesetzung der Oper enthält die folgenden Instrumente:
- Holzbläser: zwei Flöten (beide auch Piccolo), zwei Oboen, Englischhorn, kleine Klarinette, zwei Klarinetten, Bassklarinette, zwei Fagotte, Kontrafagott
- Blechbläser: zwei Hörner, zwei Trompeten, drei Posaunen, Basstuba
- Pauken, Schlagzeug (vier Spieler): Xylophon, Triangel, fünf Glocken in C, es, f, h und c, Kuhglocke, großer Gong, hängendes Becken, zwei Tamburine (klein und groß), Rührtrommel, Kleine Trommel, Große Trommel mit Becken, Rute, Ratsche, Glockenspiel mit Klaviatur

### Musik
In seiner Oper Nusch-Nuschi macht sich Hindemith über den Begriff der Sexualität lustig. Dabei überschreitet er die Bestrebungen des Expressionismus.:176 Das Werk orientiert sich an den 1920 von Ferruccio Busoni im Aufsatz Junge Klassizität dargelegten Ideen und den Prinzipien der Neuen Sachlichkeit.:544 Der hier praktizierte Anti-Wagnerianismus war typisch für die verschiedenen „Reformbestrebungen“ der Zeit.:176
Obwohl das Werk ironisch:176 als „Spiel für burmanische Marionetten“ bezeichnet ist, benötigt es eine große Zahl von Sängern. Hindemith zitierte im dritten Bild Worte und Musik aus dem Monolog König Markes „Mir dies? … echte Art“ aus Richard Wagners Tristan und Isolde. Weitere Anspielungen gibt es an Stilelemente aus Opern von Richard Strauss, Georges Bizet, Giacomo Puccini, Georg Friedrich Händel und Claude Debussy. Die Musik ist insgesamt lebhaft und orientalisch angehaucht.
Das zweite Tanzstück entspricht formal einem Sonatensatz, während das dritte eine Choralfuge imitiert.:546 Letzteres ist in der Partitur mit einer Anmerkung versehen:

„Folgende ‚Choralfuge‘ (mit allem Komfort: Vergrößerungen, Verkleinerungen, Engführungen, Basso ostinato) verdankt ihr Dasein lediglich einem unglücklichen Zufall: Sie fiel dem Komponisten ein. Sie bezweckt weiter nichts als dies: sich stilvoll in den Rahmen dieses Bildes zu fügen und allen ‚Sachverständigen‘ Gelegenheit zu geben, über die ungeheure Geschmacklosigkeit ihres Schöpfers zu bellen. Hallelujah! – Das Stück muss in der Hauptsache von zwei Eunuchen mit ganz ungeheuer dicken nackten Bäuchen getanzt (gewackelt) werden.“

Die einzelnen Szenen sind nur lose aneinandergereiht. Sie ergeben zusammen ein kaleidoskopartiges Bild, führen aber nicht zu einer stringenten dramatischen Entwicklung. Stattdessen werden vermeintliche Höhepunkte meist später in identischer Form wiederholt, wie z. B. bei dem vierfachen Geschlechtsakt Zatwais mit den vier Frauen des Kaisers.:546 Durch die Aufteilung in drei Bilder parodiert Hindemith zudem die traditionelle dreiaktige Opernform.
In der überarbeiteten Fassung des dritten Bilds von 1924 verwendete Hindemith einen anderen Stil. Hier dominieren thematische Weiterentwicklungen und motorische Elemente mit Schlagzeug und Jazzanklängen.

### Libretto
Franz Bleis Farce entstand bereits 1904. Er veröffentlichte sie erstmals 1911 im vierten Band seiner Vermischten Schriften.
Der Text ist bewusst anspruchslos gehalten. Er enthält formale Spielereien und Anspielungen an andere Werke wie Arthur Schnitzlers Drama Reigen (1900) oder Wagners Tristan und Isolde (1865) sowie eine politische Satire mit Bezug auf Kaiser Wilhelm II. Das Werk steht in der Tradition der italienischen Commedia dell’arte. Auf einen dramatischen Spannungsaufbau verzichtete Blei ebenso wie auf jegliches romantische Pathos.

## Werkgeschichte

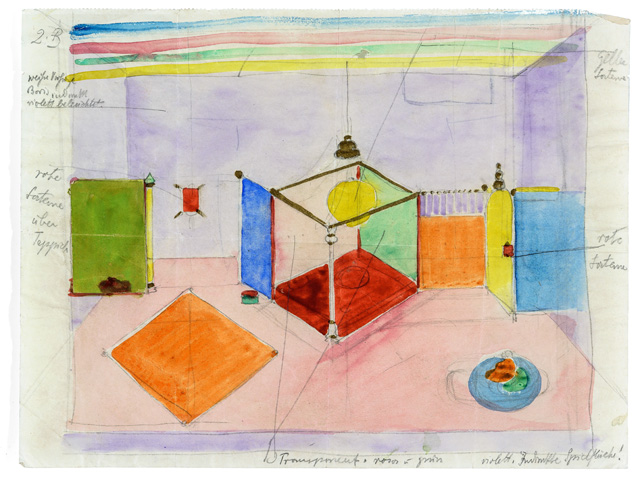
Oskar Schlemmer:
Szenen-Entwurf, 1921

Die burleske Farce Das Nusch-Nuschi bildet zusammen mit Hindemiths Mörder, Hoffnung der Frauen (1921) und Sancta Susanna (1922) ein Triptychon von Opern-Einaktern unterschiedlichen Charakters, die jeweils eine der drei Spielarten der Liebe behandeln (archaisch-brutal, fröhlich verspielt bzw. christlich-repressiv).:110
Hindemith begann mit der Komposition im Herbst 1919 und vollendete sie am 14. August 1920.
Die Uraufführung fand am 4. Juni 1921 im Württembergischen Landestheater Stuttgart unter der Leitung von Fritz Busch statt. Die Inszenierung stammte von Otto Erhardt, Bühnenbild, Kostüme und Choreographie von Oskar Schlemmer. Zu den Sängern zählten Erna Ellmenreich (Bangsa), Felix Decken (Susulü), Heinrich Lohalm (Tum tum), Albin Swoboda junior (Mung Tha Bya) und Reinhold Fritz (Kyce Waing).
Das Werk sorgte in Stuttgart aufgrund der Anspielungen an die gegenwärtige Sexualmoral und der Herabwürdigung Wagners durch das Tristan-Zitat für einen Theaterskandal. Letztere Szene wurde daher für die folgende Produktion am 26. März 1922 in Frankfurt am Main (Leitung: Ludwig Rottenberg, mit Fritzi Jokl, Richard von Schenck und Hermann Schramm) entschärft. Den schlechten Ruf des Werks konnte dies jedoch nicht lindern. So schrieb der Kritiker der Zeitschrift für Musik im Juli 1922 über das Triptychon:

„Die Bücher der drei Einakter ([…] Bleis Nusch-Nuschi eine pikante Cochonerie für dekadente Lustgreise […]) sollten tatsächlich von jedem als absolut wertlos empfunden werden. Hindemiths Musik kreist in den Bahnen des rastlosen Expressionismus; ohne jedes melodische Empfinden […] werden von dem überladenen Orchester ungeheuerliche Akkorde getürmt, dann wieder herrscht gähnende Leere.“

Weitere Aufführungen gab es 1923 in Prag (Leitung: Alexander von Zemlinsky) und Essen (Ferdinand Drost). 1924 überarbeitete Hindemith seine Oper teilweise. 1933 gab es noch eine Produktion in Antwerpen, bevor Hindemith 1958 das gesamte Einakter-Triptychon zurückzog.
Nach dem Tod Hindemiths und seiner Ehefrau wurde Das Nusch-Nuschi erst 1969 zusammen mit Mörder, Hoffnung der Frauen wieder in Darmstadt gespielt (Hans Drewanz). Zu dieser Zeit wirkte es kaum noch provokativ. Häufig wurde die Oper um das Finale oder die Choralfuge gekürzt. Eine Suite aus Stücken der Oper hielt sich international im Repertoire.
1979 wurde die Oper im Münchener Herkulessaal gespielt (Gennadi Roschdestwenski), 1987 in Berlin (Gerd Albrecht) und Bayreuth (Michael Hofstetter), 1988 in Frankfurt (Gerd Albrecht, konzertant im Rahmen des kompletten Triptychons),:544 1990 in Pforzheim mit der Marionettenbühne Mottenkäfig (Christoph Wyneken, Wiederaufnahme 2008), 1993 in Trier (Reinhard Petersen, szenisch im Rahmen des kompletten Triptychon):544 und in Frankreich (M. Christou), 1995 in der Barbican Hall London (Andrew Davis) und in Tokyo (Kazushi Ōno), 1996 als Papiertheater in Preetz beim 9. Preetzer Papiertheater-Treffen, 2001 im Concertgebouw Amsterdam und in Köln (Gerd Albrecht) sowie in Berlin und Wiesbaden (Hermann Bäumer), 2004 in New York (Leon Botstein), 2012 in Bonn (Stefan Blunier) und 2013 in Osnabrück (Andreas Hotz).

## Aufnahmen
- 1988 (Studio-Aufnahme): Gerd Albrecht (Dirigent), Rundfunk-Symphonie-Orchester Berlin. Harald Stamm (Mung Tha Bya), Victor von Halem (Kyce Waing), David Knutson (Susulü), Wilfried Gahmlich (Tum tum), Verena Schweizer (Bangsa), Celina Lindsley (Osasa), Gabriele Schreckenbach (Twaïse), Gudrun Sieber (Ratasata), Georgine Resick (erste Bajadere), Gisela Pohl (zweite Bajadere). Wergo CD 60146-50 (1 CD).[11]:7161
- Märch 2001 (live aus dem Hebbel-Theater Berlin): Hermann Bäumer (Dirigent), RIAS-Jugendorchester Berlin. Keun-Pyo Park (Mung Tha Bya), Jochen Großmann (Ragweng), Stephan Hönig (Kyce Waing und Zeremonienmeister), Burkhard Schulz (Henker), Nicolai-Laurentino Klawa (Bettler), Stephan Gogolka (Susulü), Dirk Marth (Tum tum), Maximilian Schmitt (Kamadeva), Tobias Müller-Kopp (erster Herold), Timo Päch (zweiter Herold), Cornelia Marschall (Bangsa), Elke Sauermann (Osasa), Annekathrin Laabs (Twaïse), Esther Lee (Ratasata), Ah-Rang Lee (erste Bajadere), Kira Primke (zweite Bajadere).[11]:7162